# 绝境盟约
《绝境盟约》是2023年上映的生存驚悚片，由西班牙、乌拉圭与智利三国联合制作，重现了烏拉圭空軍571號班機空難，胡安·安东尼奥·巴亚纳执导。电影改编自巴勃罗·维耶西撰写的回忆录《雪下百态：世界上最伟大的生存故事的权威叙述》（La sociedad de la nieve），该书以16名空难生还者的视角回忆了整个事件，当中不少人是维耶西从小就认识的。电影演员阵容由乌拉圭和阿根廷演员组成，当中许多人是影坛新人。
电影成为第80屆威尼斯影展闭幕片，入选非竞赛片单元。2023年12月15日，電影於阿根廷、西班牙和美國部分地方戲院搶先全球首映，12月22日於德國、英國和愛爾蘭等部分國家的戲院上映，2024年1月4日在全球Netflix線上播出。電影代表西班牙角逐第96屆奧斯卡金像獎最佳國際影片獎。

## 演员
演员名单如下：
- 恩佐·沃格林西克·罗尔丹（Enzo Vogrincic Roldán）饰 努玛·图尔卡蒂（Numa Turcatti）
- 马蒂亚斯·雷卡尔（Matías Recalt）饰 罗伯托·卡内萨（英语：Roberto Canessa）
- 奥古斯丁·帕德拉（Agustín Pardella）饰 南多·帕拉多（英语：Nando Parrado）
- 托马斯·沃夫（Tomas Wolf）饰 古斯塔沃·泽比诺
- 迭戈·韦盖齐（Diego Vegezzi）饰 马塞洛·佩雷斯（英语：Marcelo Pérez）
- 埃斯特班·库库里茨卡（Esteban Kukuriczka）饰 “菲托”阿道夫·斯特劳赫（Adolfo "Fito" Strauch）
- 弗朗西斯科·罗梅罗（Francisco Romero）饰 丹尼尔·费尔南德斯·斯特劳赫（Daniel Fernández Strauch）
- 拉斐尔·费德曼（Rafael Federman）饰 爱德华多·斯特拉赫（Eduardo Strauch）
- 菲利佩·冈萨雷斯·奥塔尼奥（Felipe González Otaño）饰 卡洛斯·佩斯·罗德里格斯（英语：Carlos Páez Rodríguez）
- 奥古斯丁·德拉·孔特（英语：Agustín Della Corte） 饰 “丁丁”安东尼奥·维津丁（Antonio "Tintín" Vizintín）
- 瓦伦蒂诺·阿隆索（Valentino Alonso）饰“潘乔”阿尔弗雷多·德尔加多（Alfredo "Pancho" Delgado）
- 西蒙·亨普（Simón Hempe）饰“科切”何塞·路易斯·因西亚特（José Luis "Coche" Inciarte）
- 费尔南多·孔蒂贾尼·加西亚（Fernando Contigiani García）饰 阿图罗·诺盖拉（Arturo Nogueira）
- 本杰明·塞古拉（Benjamín Segura）饰“巴斯克人”拉斐尔·埃查瓦伦（Rafael "el Vasco" Echavarren）
- 罗科·波斯卡（Rocco Posca）饰“蒙乔”拉蒙·萨贝拉（Ramón "Moncho" Sabella）
- 卢西亚诺·查顿（Luciano Chatton）饰 佩德罗·阿尔戈塔（Pedro Algorta）
- 奥古斯丁·贝鲁蒂（Agustín Berruti）饰 鲍比·弗朗西斯（Bobby François）
- 胡安·卡鲁索（Juan Caruso）饰 阿尔瓦罗·曼吉诺（Álvaro Mangino）
- 安迪·普鲁士（Andy Pruss）饰 罗伊·哈雷（Roy Harley）
- 埃斯特班·比利亚尔迪（Esteban Bigliardi）饰 哈维尔·梅索尔（Javier Methol）
- 保拉·巴尔迪尼（Paula Baldini）饰 莉莉安娜·梦托尔（Liliana Methol）
- 布拉斯·波利多里（Blas Polidori）
- 费利佩·拉穆西奥（Felipe Ramusio）
- 桑迪亚哥·瓦卡·纳尔瓦哈（Santiago Vaca Narvaja）
- 伊曼纽尔·帕尔加（Emanuel Parga）
- 卡洛斯·佩斯·罗德里格斯（英语：Carlos Páez Rodríguez） 饰 其父卡洛斯·帕埃斯·维拉罗（英语：Carlos Páez Vilaró）[14]

## 制作
在制作2012年电影《海啸奇迹》的时候，巴亚纳发现了巴勃罗·维耶西的书，在电影拍摄结束后买下了该书的改编权。剧组与1972年空难事件的所有幸存者录制了长达100多个小时的采访，而参与演出的演员也积极联系幸存者及遇难者家属。电影于2021年11月首度公开，取景地将包括西班牙内华达山脉、乌拉圭首都蒙得维的亚，以及空难地点，即安地斯山脈的智利与阿根廷段。拍摄共历时138天，制片成本超过6500万欧元。
2021年8月，由执导《杀了我，怪物》的阿根廷导演亚历杭德罗·法德尔率领的第二单元在智利拍摄风景，用在现场虚拟制片及后期制作阶段。2022年1月10日至4月29日，主体拍摄在内华达山脉展开。在当地，剧组遭遇降雪稀少的情况，再加上上非洲吹来的撒哈拉空气层把黄沙带进山脉，拍摄工作难以进行。拍摄现场采用了三组機身残骸的复制品，一个位于建在停车场的机库中，一个埋在人造雪之中，由液压起重机支撑，方便移动，一个则海拔3000米的冰湖中。而上面所述的机库设置了30米高的显示屏，用于播放第二单元拍摄的安德斯山脉画面，另外还有第三单元进行更危险的山区拍摄，三个小组总共有大约300名工作人员。至2022年7月底，乌拉圭的拍摄工作结束，剧组移师马德里。
凭借《潘神的迷宫》拿下奥斯卡最佳化妆与发型设计奖的大卫·马蒂和蒙特斯·里贝负责制作尸体及伤口假体。后期制作预计历时5个月，有300人参与。担任副制片人的维尔奇参观了内华达山脉的片场。
2023年7月，片中出现的空难幸存者何塞·路易斯·因西亚特去世，他生前观看了巴亚纳提供的初剪版本。其余14名生存者在首映礼两个前观看了影片。

## 发行

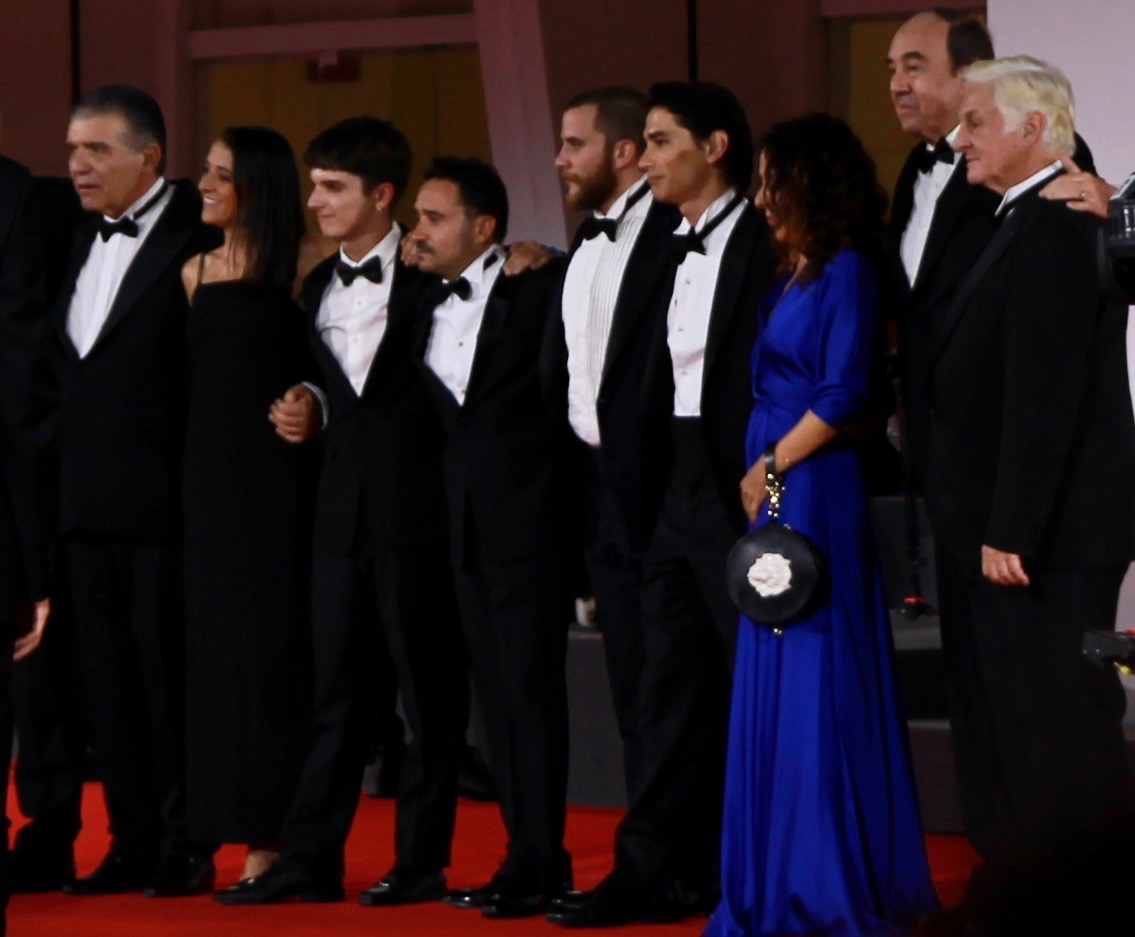
第80屆威尼斯影展首映礼上，导演胡安·安东尼奥·巴亚纳与主创人员携空难幸存者卡洛斯·佩斯·罗德里格斯、费尔南多·帕拉多与罗伯托·卡内萨亮相

电影入选第80屆威尼斯影展非竞赛片单元，2023年9月9日作为电影节的闭幕电影，在威尼斯电影宫首映。该片还入选了第71届圣塞巴斯蒂安国际电影节的霹雳（Perlak）单元，2023年9月放映。

## 迴响
根据評論匯總网站爛番茄汇总的7篇评论文章，100%的评论家给予该作正面评价，平均打分为8分（满分10分）。
綜藝的盖伊·洛奇（Guy Lodge）认为电影“非常催泪”，“恐惧、恐怖和令人心潮澎湃的情绪释放出现，虽然谈不上很惊喜”。银幕日报的温迪·伊德（Wendy Ide）认为电影“因令人振奋的肌肉动作场面升华”。Deadline Hollywood的彼得·哈蒙德（Pete Hammond）认为巴亚纳讲述了一个关于“人类如何在最糟糕的情况下团结起来、信仰如何帮助我们渡过难关，以及纯粹的生存意愿让人永不放弃创造奇迹”的故事。

## 獲獎與提名
| 年份 | 大獎                           | 獎項                                                                                     | 提名者 | 結果 | Ref.   |
| ---- | ------------------------------ | ---------------------------------------------------------------------------------------- | --- | ---- | ------ |
| 2023 | 第71屆聖塞瓦斯蒂安國際電影節   | 聖塞巴斯提安市票選最佳電影 City of Donostia / San Sebastian Audience Award for Best Film | 聖塞巴斯提安市票選最佳電影 City of Donostia / San Sebastian Audience Award for Best Film                         | 獲獎 | [ 28 ] |
| 2023 | 米爾谷電影節                   | ¡Viva el cine! - 劇情片                                                                  | ¡Viva el cine! - 劇情片                                                                                          | 獲獎 | [ 29 ] |
| 2023 | 米德堡電影節                   | 觀眾最愛國際劇情片 Audience Award for International Feature                              | 觀眾最愛國際劇情片 Audience Award for International Feature                                                      | 獲獎 | [ 30 ] |
| 2023 | 第14屆好萊塢傳媒音樂大獎       | 最佳原創音樂 - 外語獨立電影 Best Original Score — Independent Film (Foreign Language)    | 迈克·吉亚奇诺 | 獲獎 | [ 31 ] |
| 2023 | Camerimage電影攝影藝術國際影展 | 金蛙獎（Golden Frog）                                                                    | 佩德羅·盧克 | 提名 | [ 32 ] |
| 2023 | 第36屆歐洲電影獎               | 最佳妝髮設計                                                                             | 安娜·羅培茲-普格佛（Ana López-Puigcerver）、貝倫·羅培茲-普格佛（Belén López-Puigcerver）、大衛·馬蒂、蒙瑟拉·莉貝 | 獲獎 | [ 33 ] |
| 2023 | 第36屆歐洲電影獎               | 最佳視覺特效                                                                             | 費利克斯·伯格斯、勞拉·佩德羅                                                                                     | 獲獎 | [ 33 ] |
| 2023 | 華盛頓特區影評人協會獎         | 最佳外語片                                                                               | 最佳外語片 | 提名 | [ 34 ] |
| 2023 | 第29屆弗爾奎獎                 | 最佳電影                                                                                 | 最佳電影 | 待定 | [ 35 ] |
| 2024 | 第7屆阿斯特拉獎                | 最佳國際劇情片 Best International Feature                                                | 最佳國際劇情片 Best International Feature                                                                        | 待定 | [ 36 ] |
| 2024 | 第7屆阿斯特拉獎                | 最佳國際電影製作人 Best International Filmmaker                                          | 胡安·安東尼奧·巴亞納                                                                                             | 待定 | [ 36 ] |
| 2024 | 第7屆阿斯特拉獎                | 最佳國際電影男主角 Best International Actor                                              | 恩佐·沃格林西克（Enzo Vogrincic）                                                                                | 待定 | [ 36 ] |
| 2024 | 第81屆金球獎                   | 最佳外語片                                                                               | 最佳外語片 | 待定 | [ 37 ] |
| 2024 | 第11屆費洛斯獎                 | 最佳劇情電影                                                                             | 最佳劇情電影 | 待定 | [ 38 ] |
| 2024 | 第11屆費洛斯獎                 | 最佳導演                                                                                 | 胡安·安東尼奧·巴亞納                                                                                             | 待定 | [ 38 ] |
| 2024 | 第11屆費洛斯獎                 | 最佳電影原聲帶                                                                           | 迈克·吉亚奇诺 | 待定 | [ 38 ] |
| 2024 | 第11屆費洛斯獎                 | 最佳電影預告片                                                                           | 哈利·伊頓（Harry Eaton）                                                                                         | 待定 | [ 38 ] |
| 2024 | 第16屆高第獎                   | 最佳歐洲電影 Best European Film                                                          | 最佳歐洲電影 Best European Film                                                                                  | 待定 | [ 39 ] |
| 2024 | 第38屆哥雅獎                   | 最佳電影                                                                                 | 最佳電影 | 待定 | [ 40 ] |
| 2024 | 第38屆哥雅獎                   | 最佳導演                                                                                 | 胡安·安東尼奧·巴亞納                                                                                             | 待定 | [ 40 ] |
| 2024 | 第38屆哥雅獎                   | 最佳改編劇本                                                                             | 伯納特·維拉普拉納、胡安·安東尼奧·巴亞納、海梅·馬克斯、尼古拉斯·卡薩里亞戈                                        | 待定 | [ 40 ] |
| 2024 | 第38屆哥雅獎                   | 最佳新人                                                                                 | 马蒂亚斯·雷卡尔（Matías Recalt）                                                                                 | 待定 | [ 40 ] |
| 2024 | 第38屆哥雅獎                   | 最佳攝影                                                                                 | 佩德羅·盧克 | 待定 | [ 40 ] |
| 2024 | 第38屆哥雅獎                   | 最佳剪輯                                                                                 | 安德烈斯·吉爾（Andrés Gil）、豪梅·馬蒂                                                                           | 待定 | [ 40 ] |
| 2024 | 第38屆哥雅獎                   | 最佳原創音樂                                                                             | 迈克·吉亚奇诺 | 待定 | [ 40 ] |
| 2024 | 第38屆哥雅獎                   | 最佳音效                                                                                 | 豪爾赫·阿德拉多斯（Jorge Adrados）、奧里歐·塔拉戈、馬克·奧茨                                                     | 待定 | [ 40 ] |
| 2024 | 第38屆哥雅獎                   | 最佳藝術指導                                                                             | 艾倫·貝內 | 待定 | [ 40 ] |
| 2024 | 第38屆哥雅獎                   | 最佳監製                                                                                 | 瑪格麗塔·休蓋特（Margarita Huguet）                                                                              | 待定 | [ 40 ] |
| 2024 | 第38屆哥雅獎                   | 最佳服裝設計                                                                             | 胡里歐·蘇亞雷斯（Julio Suárez）                                                                                  | 待定 | [ 40 ] |
| 2024 | 第38屆哥雅獎                   | 最佳妝髮設計                                                                             | 安娜·羅培茲-普格佛、貝倫·羅培茲-普格佛、蒙瑟拉·莉貝                                                              | 待定 | [ 40 ] |
| 2024 | 第38屆哥雅獎                   | 最佳特效                                                                                 | 保·科斯塔（Pau Costa）、費利克斯·伯格斯、勞拉·佩德羅                                                             | 待定 | [ 40 ] |
| 2024 | 第96屆奧斯卡金像獎             | 最佳國際影片                                                                             | 《绝境盟约》 | 提名 |        |
| 2024 | 第96屆奧斯卡金像獎             | 最佳化妆与发型设计                                                                       | Ana López-Puigcerver、戴维·马蒂、蒙特塞·里伯                                                                     | 提名 |        |